# لاس مدولاس
لاس مدولاس (اسپانیایی: Las Médulas) یک محوطه تاریخی در شمال غربی اسپانیا است. این محل در زمان امپراطوری روم معدن طلا بوده‌است و رومیان بوسیله انرژی هیدرولیک طلا استخراج می‌کرده‌اند. این محل بعد از رومیان متروکه ماند.
این مکان در فهرست میراث جهانی یونسکو در سال ۱۹۹۷ (به شماره ۸۰۳) به ثبت رسیده‌است.